# 1986-os labdarúgó-világbajnokság
Az 1986-os labdarúgó-világbajnokság a futball történetének 13. világbajnoksága volt. Mexikóban rendezték május 31. és június 29. között. A világbajnoki címet Argentína válogatottja szerezte meg, miután a döntőben 3–2 arányban legyőzte az NSZK válogatottját.
A FIFA 1974-ben határozott arról, hogy a világbajnokságot Kolumbia rendezheti meg. Azonban 1982 végén a kolumbiai vezetés bejelentette, hogy nem tudják megrendezni a tornát. A FIFA döntéshelyzetbe került, és Kanadát és az Egyesült Államokat megelőzve Mexikót választották a világbajnokság helyszínéül. 1985 szeptemberében egy komoly földrengés miatt felmerült, hogy Mexikó sem tudja megrendezni a játékokat, de végül sikerült lebonyolítani a mérkőzéseket.
A világbajnokság lebonyolítása jelentősen megváltozott 1982-höz képest. A 24 részt vevő csapatot hat darab négyes csoportba sorsolták. A csoportmérkőzések után azonban egyenes kieséses szakasz következett, ahová a csoportok első két helyezettjei, illetve a legjobb négy harmadik jutott be. Ezen a vb-n vezették be azt az újítást, hogy a csoportmérkőzések utolsó fordulójában az egy csoporton belüli utolsó két mérkőzést azonos időpontban rendezték meg, többek között az 1982-es NSZK–Ausztria mérkőzés következményeként. Ezen a világbajnokságon szerepelt utoljára Magyarország.

## Helyszínek
| Város                    | Stadion                        | Férőhely | Mérkőzések                                                | A hazai csapatok a csoportkörben         |
| Mexikóváros              | Estadio Azteca                 | 114 600  | nyitó mérkőzés, B csoport, Negyeddöntő, Középdöntő, Döntő | Mexikó                                   |
| Mexikóváros              | Estadio Olímpico Universitario | 72 000   | A csoport, Nyolcaddöntő                                   | Argentína, Bulgária, Dél-Korea           |
| Guadalajara              | Estadio Jalisco                | 66 000   | D csoport, Nyolcaddöntő, Negyeddöntő, Középdöntő          | Brazília                                 |
| Puebla                   | Estadio Cuauhtémoc             | 46 000   | A csoport, Nyolcaddöntő, Nyolcaddöntő, Harmadik helyért   | Olaszország                              |
| San Nicolás de los Garza | Estadio Universitario          | 44 000   | F csoport, Nyolcaddöntő, negyeddöntő                      | Lengyelország*, Portugália*, Marokkó     |
| Santiago de Querétaro    | Estadio La Corregidora         | 40 785   | E csoport, Nyolcaddöntő                                   | NSZK                                     |
| Monterrey                | Estadio Tecnológico            | 38 000   | F csoport                                                 | Anglia                                   |
| León                     | Estadio Nou Camp               | 35 000   | C csoport, Nyolcaddöntő                                   | Franciaország                            |
| Ciudad Nezahualcóyotl    | Estadio Neza 86                | 35 000   | E csoport                                                 | Uruguay, Dánia, Skócia                   |
| Irapuato                 | Estadio Irapuato               | 32 000   | C csoport                                                 | Szovjetunió, Magyarország, Kanada        |
| Zapopan                  | Estadio Tres de Marzo          | 30 000   | D csoport                                                 | Spanyolország*, Észak-Írország, Algéria* |
| Toluca de Lerdo          | Estadio Nemesio Díez           | 30 000   | B csoport                                                 | Belgium, Paraguay, Irak                  |

* Lengyelország és Portugália játszott Zapopanban, miközben Spanyolország és Algéria San Nicolás de los Garzában.

## Résztvevők
| Afrika (CAF) - Algéria - Marokkó Ázsia (AFC) - Irak - Dél-Korea Dél-Amerika (CONMEBOL) - Argentína - Brazília - Paraguay - Uruguay Észak- és Közép-Amerika (CONCACAF) - Kanada - Mexikó | Európa (UEFA) - Anglia - Belgium - Bulgária - Dánia - Észak-Írország - Franciaország - Lengyelország - Magyarország - NSZK - Olaszország - Portugália - Skócia - Spanyolország - Szovjetunió |

## Játékvezetők
A FIFA összesen 36 főnyi játékvezetői keretet jelölt a torna lebonyolítására. A tornán töltötte be 50. életévét, a FIFA legfelsőbb korhatárát, a bolgár Bogdan Docsev és a mexikói Antonio Márquez Ramírez, a két legfiatalabb játékvezető az északír Alan Snoddy és a szíriai Dzsamál as-Saríf volt. Minden meghívott játékvezető legalább egy mérkőzést vezetett és 1-5 mérkőzésen partbíróként tevékenykedett. A világbajnokságon két hazai játékvezető egy-egy mérkőzésen csak partbíróként tevékenykedett.
| Európa - Horst Brummeier - Alexis Ponnet - Németh Lajos - Siegfried Kirschen - Volker Roth - Carlos Silva Valente - Zoran Petrović - Alan Snoddy - Jan Keizer - Valerij Butyenko - André Daina - Joël Quiniou - Ioan Igna - Vojtěch Christov - Victoriano Arminio - Luigi Agnolin - George Courtney - Erik Fredriksson - Bogdan Docsev Afrika - Idrissa Traoré - Ali Bin Nasser - Edwin Picon-Ackong | Ázsia - Falládzs as-Sanár - Dzsamál as-Saríf - Takada Sizuo Ausztrália - Christopher Bambridge Észak-Amerika - David Socha Közép-Amerika - Antonio Márquez Ramírez - Berny Ulloa Morera - Rómulo Méndez Dél-Amerika - Carlos Espósito - Romualdo Arppi Filho - Martínez Bazan - Jesús Díaz - Hernán Silva - Gabriel González |

## Csoportkör
Egy győzelem 2 pontot ért, egy döntetlen 1 pontot ért. A sorrendről a pontszám után a jobb gólkülönbség, majd a több szerzett gól döntött.

### A csoport
| Hely. | Csapat      | M | Gy | D | V | G+ | G– | Gk | P | Továbbjutás                                |
| ----- | ----------- | - | -- | - | - | -- | -- | -- | - | ------------------------------------------ |
| 1.    | Argentína   | 3 | 2  | 1 | 0 | 6  | 2  | +4 | 5 | Továbbjutott az egyenes kieséses szakaszba |
| 2.    | Olaszország | 3 | 1  | 2 | 0 | 5  | 4  | +1 | 4 | Továbbjutott az egyenes kieséses szakaszba |
| 3.    | Bulgária    | 3 | 0  | 2 | 1 | 2  | 4  | −2 | 2 | Továbbjutott az egyenes kieséses szakaszba |
| 4.    | Dél-Korea   | 3 | 0  | 1 | 2 | 4  | 7  | −3 | 1 |                                            |

| 1986. május 31. 12:00 (20:00) |

| Bulgária     | 1–1                         | Olaszország   |
| ------------ | --------------------------- | ------------- |
| Szirakov 85' | (0–1) Jegyzőkönyv Részletek | Altobelli 43' |

| Estadio Azteca, Mexikóváros Nézőszám: 96 000 Játékvezető: Erik Fredriksson (svéd) |

| 1986. június 2. 12:00 (20:00) |

| Argentína                  | 3–1                         | Dél-Korea          |
| -------------------------- | --------------------------- | ------------------ |
| Valdano 6' 46' Ruggeri 18' | (2–0) Jegyzőkönyv Részletek | Pak Cshangszon 73' |

| Estadio Olímpico Universitario, Mexikóváros Nézőszám: 60 000 Játékvezető: Victoriano Arminio (spanyol) |

| 1986. június 5. 12:00 (20:00) |

| Olaszország             | 1–1                         | Argentína    |
| ----------------------- | --------------------------- | ------------ |
| Altobelli 6' (11-esből) | (1–1) Jegyzőkönyv Részletek | Maradona 34' |

| Estadio Cuauhtémoc, Puebla Nézőszám: 32 000 Játékvezető: Jan Keizer (holland) |

| 1986. június 5. 16:00 (0:00) |

| Dél-Korea        | 1–1                         | Bulgária  |
| ---------------- | --------------------------- | --------- |
| Kim Dzsongbu 70' | (0–1) Jegyzőkönyv Részletek | Getov 11' |

| Estadio Olímpico Universitario, Mexikóváros Nézőszám: 45 000 Játékvezető: Falládzs as-Sanár (Szaúd-arábiai) |

| 1986. június 10. 12:00 (20:00) |

| Dél-Korea                      | 2–3                         | Olaszország                                |
| ------------------------------ | --------------------------- | ------------------------------------------ |
| Cshö Szunho 62' Ho Csongmo 83' | (0–1) Jegyzőkönyv Részletek | Altobelli 17' 73' Csho Kvangre 82' (öngól) |

| Estadio Cuauhtémoc, Puebla Nézőszám: 20 000 Játékvezető: David Socha (amerikai) |

| 1986. június 10. 12:00 (20:00) |

| Argentína                 | 2–0                         | Bulgária |
| ------------------------- | --------------------------- | -------- |
| Valdano 3' Burruchaga 76' | (1–0) Jegyzőkönyv Részletek |          |

| Estadio Olímpico Universitario, Mexikóváros Nézőszám: 65 000 Játékvezető: Berny Ulloa Morera (Costa Rica-i) |

### B csoport
| Hely. | Csapat     | M | Gy | D | V | G+ | G– | Gk | P | Továbbjutás                                |
| ----- | ---------- | - | -- | - | - | -- | -- | -- | - | ------------------------------------------ |
| 1.    | Mexikó (R) | 3 | 2  | 1 | 0 | 4  | 2  | +2 | 5 | Továbbjutott az egyenes kieséses szakaszba |
| 2.    | Paraguay   | 3 | 1  | 2 | 0 | 4  | 3  | +1 | 4 | Továbbjutott az egyenes kieséses szakaszba |
| 3.    | Belgium    | 3 | 1  | 1 | 1 | 5  | 5  | 0  | 3 | Továbbjutott az egyenes kieséses szakaszba |
| 4.    | Irak       | 3 | 0  | 0 | 3 | 1  | 4  | −3 | 0 |                                            |

| 1986. június 3. 12:00 (20:00) |

| Belgium         | 1–2                         | Mexikó                   |
| --------------- | --------------------------- | ------------------------ |
| Vandenbergh 45' | (1–2) Jegyzőkönyv Részletek | Quirarte 23' Sánchez 39' |

| Estadio Azteca, Mexikóváros Nézőszám: 11 000 Játékvezető: Carlos Espósito (argentin) |

| 1986. június 4. 12:00 (20:00) |

| Paraguay   | 1–0                         | Irak |
| ---------- | --------------------------- | ---- |
| Romero 35' | (1–0) Jegyzőkönyv Részletek |      |

| Estadio Nemesio Díez, Toluca Nézőszám: 24 000 Játékvezető: Edwin Picon-Ackong (mauritiusi) |

| 1986. június 7. 12:00 (20:00) |

| Mexikó    | 1–1                         | Paraguay   |
| --------- | --------------------------- | ---------- |
| Flores 3' | (1–0) Jegyzőkönyv Részletek | Romero 85' |

| Estadio Azteca, Mexikóváros Nézőszám: 11 460 Játékvezető: George Courtney (angol) |

| 1986. június 8. 12:00 (20:00) |

| Irak     | 1–2                         | Belgium                          |
| -------- | --------------------------- | -------------------------------- |
| Rádi 59' | (0–2) Jegyzőkönyv Részletek | Scifo 16' Claesen 21' (11-esből) |

| Estadio Nemesio Díez, Toluca Nézőszám: 20 000 Játékvezető: Jesús Díaz (kolumbiai) |

| 1986. június 11. 12:00 (20:00) |

| Irak | 0–1                         | Mexikó       |
| ---- | --------------------------- | ------------ |
|      | (0–0) Jegyzőkönyv Részletek | Quirarte 54' |

| Estadio Azteca, Mexikóváros Nézőszám: 10 376 Játékvezető: Zoran Petrović (jugoszláv) |

| 1986. június 11. 12:00 (20:00) |

| Paraguay        | 2–2                         | Belgium                  |
| --------------- | --------------------------- | ------------------------ |
| Cabañas 50' 76' | (0–1) Jegyzőkönyv Részletek | Vercauteren 30' Veyt 59' |

| Estadio Nemesio Díez, Toluca Nézőszám: 16 000 Játékvezető: Bogdan Docsev (bolgár) |

### C csoport
| Hely. | Csapat        | M | Gy | D | V | G+ | G– | Gk | P | Továbbjutás                                |
| ----- | ------------- | - | -- | - | - | -- | -- | -- | - | ------------------------------------------ |
| 1.    | Szovjetunió   | 3 | 2  | 1 | 0 | 9  | 1  | +8 | 5 | Továbbjutott az egyenes kieséses szakaszba |
| 2.    | Franciaország | 3 | 2  | 1 | 0 | 5  | 1  | +4 | 5 | Továbbjutott az egyenes kieséses szakaszba |
| 3.    | Magyarország  | 3 | 1  | 0 | 2 | 2  | 9  | −7 | 2 |                                            |
| 4.    | Kanada        | 3 | 0  | 0 | 3 | 0  | 5  | −5 | 0 |                                            |

| 1986. június 1. 16:00 (0:00) |

| Kanada | 0–1                         | Franciaország |
| ------ | --------------------------- | ------------- |
|        | (0–0) Jegyzőkönyv Részletek | Papin 79'     |

| Estadio León, León Nézőszám: 65 500 Játékvezető: Hernán Silva (chilei) |

| 1986. június 2. 12:00 (20:00) |

| Szovjetunió                                                                                      | 6–0                         | Magyarország |
| ------------------------------------------------------------------------------------------------ | --------------------------- | ------------ |
| Jakovenko 2' Alejnyikav 4' Bjelanov 24' (11-esből) Jaremcsuk 66' Dajka 73' (öngól) Rogyionov 80' | (3–0) Jegyzőkönyv Részletek |              |

| Estadio Irapuato, Irapuato Nézőszám: 16 500 Játékvezető: Luigi Agnolin (olasz) |

| 1986. június 5. 12:00 (20:00) |

| Franciaország | 1–1                         | Szovjetunió |
| ------------- | --------------------------- | ----------- |
| Fernández 60' | (0–0) Jegyzőkönyv Részletek | Rácz 53'    |

| Estadio León, León Nézőszám: 36 540 Játékvezető: Romualdo Arppi Filho (brazil) |

| 1986. június 6. 12:00 (20:00) |

| Magyarország            | 2–0                         | Kanada |
| ----------------------- | --------------------------- | ------ |
| Esterházy 2' Détári 75' | (1–0) Jegyzőkönyv Részletek |        |

| Estadio Irapuato, Irapuato Nézőszám: 13 800 Játékvezető: Dzsamál as-Saríf (szíriai) |

| 1986. június 9. 12:00 (20:00) |

| Magyarország | 0–3                         | Franciaország                        |
| ------------ | --------------------------- | ------------------------------------ |
|              | (0–1) Jegyzőkönyv Részletek | Stopyra 29' Tigana 62' Rocheteau 84' |

| Estadio León, León Nézőszám: 31 420 Játékvezető: Carlos Silva Valente (portugál) |

| 1986. június 9. 12:00 (20:00) |

| Szovjetunió            | 2–0                         | Kanada |
| ---------------------- | --------------------------- | ------ |
| Blohin 58' Zavarov 74' | (0–0) Jegyzőkönyv Részletek |        |

| Estadio Irapuato, Irapuato Nézőszám: 14 200 Játékvezető: Idrissa Traoré (mali) |

### D csoport
| Hely. | Csapat         | M | Gy | D | V | G+ | G– | Gk | P | Továbbjutás                                |
| ----- | -------------- | - | -- | - | - | -- | -- | -- | - | ------------------------------------------ |
| 1.    | Brazília       | 3 | 3  | 0 | 0 | 5  | 0  | +5 | 6 | Továbbjutott az egyenes kieséses szakaszba |
| 2.    | Spanyolország  | 3 | 2  | 0 | 1 | 5  | 2  | +3 | 4 | Továbbjutott az egyenes kieséses szakaszba |
| 3.    | Észak-Írország | 3 | 0  | 1 | 2 | 2  | 6  | −4 | 1 |                                            |
| 4.    | Algéria        | 3 | 0  | 1 | 2 | 1  | 5  | −4 | 1 |                                            |

| 1986. június 1. 12:00 (20:00) |

| Spanyolország | 0–1                         | Brazília     |
| ------------- | --------------------------- | ------------ |
|               | (0–0) Jegyzőkönyv Részletek | Sócrates 62' |

| Estadio Jalisco, Guadalajara Nézőszám: 35 748 Játékvezető: Christopher Bambridge (ausztrál) |

| 1986. június 3. 12:00 (20:00) |

| Algéria   | 1–1                         | Észak-Írország |
| --------- | --------------------------- | -------------- |
| Zídán 59' | (0–1) Jegyzőkönyv Részletek | Whiteside 6'   |

| Estadio Tres de Marzo, Zapopan Nézőszám: 22 000 Játékvezető: Valerij Butyenko (szovjet) |

| 1986. június 6. 12:00 (20:00) |

| Brazília   | 1–0                         | Algéria |
| ---------- | --------------------------- | ------- |
| Careca 66' | (0–0) Jegyzőkönyv Részletek |         |

| Estadio Jalisco, Guadalajara Nézőszám: 48 000 Játékvezető: Rómulo Méndez (guatemalai) |

| 1986. június 7. 12:00 (20:00) |

| Észak-Írország | 1–2                         | Spanyolország             |
| -------------- | --------------------------- | ------------------------- |
| Clarke 46'     | (0–2) Jegyzőkönyv Részletek | Butragueño 1' Salinas 18' |

| Estadio Tres de Marzo, Zapopan Nézőszám: 28 000 Játékvezető: Horst Brummeier (osztrák) |

| 1986. június 12. 12:00 (20:00) |

| Észak-Írország | 0–3                         | Brazília                   |
| -------------- | --------------------------- | -------------------------- |
|                | (0–2) Jegyzőkönyv Részletek | Careca 15' 87' Josimar 42' |

| Estadio Jalisco, Guadalajara Nézőszám: 51 000 Játékvezető: Siegfried Kirschen (keletnémet) |

| 1986. június 12. 12:00 (20:00) |

| Algéria | 0–3                         | Spanyolország            |
| ------- | --------------------------- | ------------------------ |
|         | (0–1) Jegyzőkönyv Részletek | Calderé 15' 68' Eloy 70' |

| Estadio Tecnológico, Monterrey Nézőszám: 23 980 Játékvezető: Takada Sizuo (japán) |

### E csoport
| Hely. | Csapat  | M | Gy | D | V | G+ | G– | Gk | P | Továbbjutás                                |
| ----- | ------- | - | -- | - | - | -- | -- | -- | - | ------------------------------------------ |
| 1.    | Dánia   | 3 | 3  | 0 | 0 | 9  | 1  | +8 | 6 | Továbbjutott az egyenes kieséses szakaszba |
| 2.    | NSZK    | 3 | 1  | 1 | 1 | 3  | 4  | −1 | 3 | Továbbjutott az egyenes kieséses szakaszba |
| 3.    | Uruguay | 3 | 0  | 2 | 1 | 2  | 7  | −5 | 2 | Továbbjutott az egyenes kieséses szakaszba |
| 4.    | Skócia  | 3 | 0  | 1 | 2 | 1  | 3  | −2 | 1 |                                            |

| 1986. június 4. 12:00 (20:00) |

| Uruguay      | 1–1                         | NSZK       |
| ------------ | --------------------------- | ---------- |
| Alzamendi 4' | (1–0) Jegyzőkönyv Részletek | Allofs 84' |

| Estadio Corregidora, Querétaro Nézőszám: 30 500 Játékvezető: Vojtěch Christov (csehszlovák) |

| 1986. június 4. 16:00 (0:00) |

| Skócia | 0–1                         | Dánia             |
| ------ | --------------------------- | ----------------- |
|        | (0–0) Jegyzőkönyv Részletek | Elkjær Larsen 57' |

| Estadio Neza 86, Nezahualcóyotl Nézőszám: 18 000 Játékvezető: Németh Lajos (magyar) |

| 1986. június 8. 12:00 (20:00) |

| NSZK                  | 2–1                         | Skócia       |
| --------------------- | --------------------------- | ------------ |
| Völler 23' Allofs 49' | (1–1) Jegyzőkönyv Részletek | Strachan 18' |

| Estadio Corregidora, Querétaro Nézőszám: 30 000 Játékvezető: Ioan Igna (román) |

| 1986. június 8. 16:00 (0:00) |

| Dánia                                                        | 6–1                         | Uruguay                    |
| ------------------------------------------------------------ | --------------------------- | -------------------------- |
| Elkjær Larsen 11' 67' 80' Lerby 41' Laudrup 52' J. Olsen 88' | (2–1) Jegyzőkönyv Részletek | Francescoli 45' (11-esből) |

| Estadio Neza 86, Nezahualcóyotl Nézőszám: 26 500 Játékvezető: Antonio Márquez Ramírez (mexikói) |

| 1986. június 13. 12:00 (20:00) |

| Dánia                               | 2–0                         | NSZK |
| ----------------------------------- | --------------------------- | ---- |
| J. Olsen 43' (11-esből) Eriksen 62' | (1–0) Jegyzőkönyv Részletek |      |

| Estadio Corregidora, Querétaro Nézőszám: 36 000 Játékvezető: Alexis Ponnet (belga) |

| 1986. június 13. 12:00 (20:00) |

| Skócia | 0–0                   | Uruguay |
| ------ | --------------------- | ------- |
|        | Jegyzőkönyv Részletek |         |

| Estadio Neza 86, Nezahualcóyotl Nézőszám: 20 000 Játékvezető: Joël Quiniou (francia) |

### F csoport
| Hely. | Csapat        | M | Gy | D | V | G+ | G– | Gk | P | Továbbjutás                                |
| ----- | ------------- | - | -- | - | - | -- | -- | -- | - | ------------------------------------------ |
| 1.    | Marokkó       | 3 | 1  | 2 | 0 | 3  | 1  | +2 | 4 | Továbbjutott az egyenes kieséses szakaszba |
| 2.    | Anglia        | 3 | 1  | 1 | 1 | 3  | 1  | +2 | 3 | Továbbjutott az egyenes kieséses szakaszba |
| 3.    | Lengyelország | 3 | 1  | 1 | 1 | 1  | 3  | −2 | 3 | Továbbjutott az egyenes kieséses szakaszba |
| 4.    | Portugália    | 3 | 1  | 0 | 2 | 2  | 4  | −2 | 2 |                                            |

| 1986. június 2. 16:00 (0:00) |

| Marokkó | 0–0                   | Lengyelország |
| ------- | --------------------- | ------------- |
|         | Jegyzőkönyv Részletek |               |

| Estadio Universitario, San Nicolás de los Garza Nézőszám: 19 900 Játékvezető: Martínez Bazan (uruguayi) |

| 1986. június 3. 16:00 (0:00) |

| Portugália        | 1–0                         | Anglia |
| ----------------- | --------------------------- | ------ |
| Carlos Manuel 76' | (0–0) Jegyzőkönyv Részletek |        |

| Estadio Tecnológico, Monterrey Nézőszám: 23 000 Játékvezető: Volker Roth (nyugatnémet) |

| 1986. június 6. 16:00 (0:00) |

| Anglia | 0–0                   | Marokkó |
| ------ | --------------------- | ------- |
|        | Jegyzőkönyv Részletek |         |

| Estadio Tecnológico, Monterrey Nézőszám: 20 200 Játékvezető: Gabriel González (paraguayi) |

| 1986. június 7. 16:00 (0:00) |

| Lengyelország | 1–0                         | Portugália |
| ------------- | --------------------------- | ---------- |
| Smolarek 68'  | (0–0) Jegyzőkönyv Részletek |            |

| Estadio Universitario, San Nicolás de los Garza Nézőszám: 19 915 Játékvezető: Ali Bin Nasser (tunéziai) |

| 1986. június 11. 16:00 (0:00) |

| Portugália     | 1–3                         | Marokkó                       |
| -------------- | --------------------------- | ----------------------------- |
| Diamantino 80' | (0–2) Jegyzőkönyv Részletek | Hírí 19' 26' Merry Krimau 62' |

| Estadio Tres de Marzo, Zapopan Nézőszám: 28 000 Játékvezető: Alan Snoddy (északír) |

| 1986. június 11. 16:00 (0:00) |

| Anglia             | 3–0                         | Lengyelország |
| ------------------ | --------------------------- | ------------- |
| Lineker 9' 14' 34' | (3–0) Jegyzőkönyv Részletek |               |

| Estadio Tecnológico, Monterrey Nézőszám: 22 700 Játékvezető: André Daina (svájci) |

### Harmadik helyezett csapatok sorrendje
| Hely. | Cs | Csapat         | M | Gy | D | V | G+ | G– | Gk | P | Továbbjutás                                |
| ----- | -- | -------------- | - | -- | - | - | -- | -- | -- | - | ------------------------------------------ |
| 1.    | B  | Belgium        | 3 | 1  | 1 | 1 | 5  | 5  | 0  | 3 | Továbbjutott az egyenes kieséses szakaszba |
| 2.    | F  | Lengyelország  | 3 | 1  | 1 | 1 | 1  | 3  | −2 | 3 | Továbbjutott az egyenes kieséses szakaszba |
| 3.    | A  | Bulgária       | 3 | 0  | 2 | 1 | 2  | 4  | −2 | 2 | Továbbjutott az egyenes kieséses szakaszba |
| 4.    | E  | Uruguay        | 3 | 0  | 2 | 1 | 2  | 7  | −5 | 2 | Továbbjutott az egyenes kieséses szakaszba |
| 5.    | C  | Magyarország   | 3 | 1  | 0 | 2 | 2  | 9  | −7 | 2 |                                            |
| 6.    | D  | Észak-Írország | 3 | 0  | 1 | 2 | 2  | 6  | −4 | 1 |                                            |

## Egyenes kieséses szakasz
|  |                                       |               |                          |                          |                                       |                                       |                                       |               |               |               |                     |                     |                     |  |  |       |       |       |
|  | Nyolcaddöntők                         | Nyolcaddöntők | Nyolcaddöntők            |                          |                                       | Negyeddöntők                          | Negyeddöntők                          | Negyeddöntők  |               |               | Elődöntők           | Elődöntők           | Elődöntők           |  |  | Döntő | Döntő | Döntő |
|  | Nyolcaddöntők                         | Nyolcaddöntők | Nyolcaddöntők            |                          |                                       | Negyeddöntők                          | Negyeddöntők                          | Negyeddöntők  |               |               | Elődöntők           | Elődöntők           | Elődöntők           |  |  | Döntő | Döntő | Döntő |
|  | június 16. – Puebla                   |               |                          |                          |                                       |                                       |                                       |               |               |               |                     |                     |                     |  |  |       |       |       |
|  |                                       |               |                          |                          |                                       |                                       |                                       |               |               |               |                     |                     |                     |  |  |       |       |       |
|  | A1                                    | Argentína     | 1                        |                          |                                       |                                       |                                       |               |               |               |                     |                     |                     |  |  |       |       |       |
|  | A1                                    | Argentína     | 1                        | június 22. – Mexikóváros |                                       |                                       |                                       |               |               |               |                     |                     |                     |  |  |       |       |       |
|  | CDE3                                  | Uruguay       | 0                        |                          |                                       |                                       |                                       |               |               |               |                     |                     |                     |  |  |       |       |       |
|  | CDE3                                  | Uruguay       | 0                        |                          |                                       | Argentína                             | Argentína                             | 2             |               |               |                     |                     |                     |  |  |       |       |       |
|  | június 18. – Mexikóváros              |               |                          |                          |                                       | Argentína                             | Argentína                             | 2             |               |               |                     |                     |                     |  |  |       |       |       |
|  |                                       |               | Anglia                   | Anglia                   | 1                                     |                                       |                                       |               |               |               |                     |                     |                     |  |  |       |       |       |
|  | F2                                    | Anglia        | Anglia                   | Anglia                   | 1                                     | 3                                     |                                       |               |               |               |                     |                     |                     |  |  |       |       |       |
|  | F2                                    | Anglia        |                          |                          |                                       | 3                                     | június 25. – Mexikóváros              |               |               |               |                     |                     |                     |  |  |       |       |       |
|  | B2                                    | Paraguay      | 0                        |                          |                                       |                                       |                                       |               |               |               |                     |                     |                     |  |  |       |       |       |
|  | B2                                    | Paraguay      | 0                        |                          |                                       | Argentína                             | Argentína                             | 2             |               |               |                     |                     |                     |  |  |       |       |       |
|  | június 18. – Querétaro                |               |                          |                          |                                       | Argentína                             | Argentína                             | 2             |               |               |                     |                     |                     |  |  |       |       |       |
|  |                                       |               | Belgium                  | Belgium                  | 0                                     |                                       |                                       |               |               |               |                     |                     |                     |  |  |       |       |       |
|  | E1                                    | Dánia         | Belgium                  | Belgium                  | 0                                     | 1                                     |                                       |               |               |               |                     |                     |                     |  |  |       |       |       |
|  | E1                                    | Dánia         | június 22. – Puebla      |                          |                                       | 1                                     |                                       |               |               |               |                     |                     |                     |  |  |       |       |       |
|  | D2                                    | Spanyolország | 5                        |                          |                                       |                                       |                                       |               |               |               |                     |                     |                     |  |  |       |       |       |
|  | D2                                    | Spanyolország | 5                        |                          |                                       | Spanyolország                         | Spanyolország                         | 1 (4)         |               |               |                     |                     |                     |  |  |       |       |       |
|  | június 15. – León                     |               |                          |                          |                                       | Spanyolország                         | Spanyolország                         | 1 (4)         |               |               |                     |                     |                     |  |  |       |       |       |
|  |                                       |               | Belgium                  | Belgium                  | 1 (5)                                 |                                       |                                       |               |               |               |                     |                     |                     |  |  |       |       |       |
|  | C1                                    | Szovjetunió   | Belgium                  | Belgium                  | 1 (5)                                 | 3                                     |                                       |               |               |               |                     |                     |                     |  |  |       |       |       |
|  | C1                                    | Szovjetunió   |                          |                          |                                       | 3                                     | június 29. – Mexikóváros              |               |               |               |                     |                     |                     |  |  |       |       |       |
|  | ABF3                                  | Belgium       | 4                        |                          |                                       |                                       |                                       |               |               |               |                     |                     |                     |  |  |       |       |       |
|  | ABF3                                  | Belgium       | 4                        |                          |                                       | Argentína                             | Argentína                             | 3             |               |               |                     |                     |                     |  |  |       |       |       |
|  | június 16. – Guadalajara              |               |                          |                          |                                       | Argentína                             | Argentína                             | 3             |               |               |                     |                     |                     |  |  |       |       |       |
|  |                                       |               | NSZK                     | NSZK                     | 2                                     |                                       |                                       |               |               |               |                     |                     |                     |  |  |       |       |       |
|  | D1                                    | Brazília      | NSZK                     | NSZK                     | 2                                     | 4                                     |                                       |               |               |               |                     |                     |                     |  |  |       |       |       |
|  | D1                                    | Brazília      | június 21. – Guadalajara |                          |                                       | 4                                     |                                       |               |               |               |                     |                     |                     |  |  |       |       |       |
|  | BEF3                                  | Lengyelország | 0                        |                          |                                       |                                       |                                       |               |               |               |                     |                     |                     |  |  |       |       |       |
|  | BEF3                                  | Lengyelország | 0                        |                          |                                       | Brazília                              | Brazília                              | 1 (3)         |               |               |                     |                     |                     |  |  |       |       |       |
|  | június 17. – Mexikóváros              |               |                          |                          |                                       | Brazília                              | Brazília                              | 1 (3)         |               |               |                     |                     |                     |  |  |       |       |       |
|  |                                       |               | Franciaország            | Franciaország            | 1 (4)                                 |                                       |                                       |               |               |               |                     |                     |                     |  |  |       |       |       |
|  | A2                                    | Olaszország   | Franciaország            | Franciaország            | 1 (4)                                 | 0                                     |                                       |               |               |               |                     |                     |                     |  |  |       |       |       |
|  | A2                                    | Olaszország   |                          |                          |                                       | 0                                     | június 25. – Guadalajara              |               |               |               |                     |                     |                     |  |  |       |       |       |
|  | C2                                    | Franciaország | 2                        |                          |                                       |                                       |                                       |               |               |               |                     |                     |                     |  |  |       |       |       |
|  | C2                                    | Franciaország | 2                        |                          |                                       | Franciaország                         | Franciaország                         | 0             |               |               |                     |                     |                     |  |  |       |       |       |
|  | június 17. – San Nicolás de los Garza |               |                          |                          |                                       | Franciaország                         | Franciaország                         | 0             |               |               |                     |                     |                     |  |  |       |       |       |
|  |                                       |               | NSZK                     | NSZK                     | 2                                     |                                       |                                       | Bronzmérkőzés | Bronzmérkőzés | Bronzmérkőzés |                     |                     |                     |  |  |       |       |       |
|  | F1                                    | Marokkó       | NSZK                     | NSZK                     | 2                                     | 0                                     |                                       |               |               | Bronzmérkőzés |                     |                     |                     |  |  |       |       |       |
|  | F1                                    | Marokkó       |                          |                          | június 21. – San Nicolás de los Garza | június 21. – San Nicolás de los Garza | június 21. – San Nicolás de los Garza |               |               |               | június 28. – Puebla | június 28. – Puebla | június 28. – Puebla |  |  |       |       |       |
|  | E2                                    | NSZK          | 1                        |                          | június 21. – San Nicolás de los Garza | június 21. – San Nicolás de los Garza | június 21. – San Nicolás de los Garza |               |               |               | június 28. – Puebla | június 28. – Puebla | június 28. – Puebla |  |  |       |       |       |
|  | E2                                    | NSZK          | 1                        |                          |                                       | NSZK                                  | NSZK                                  | 0 (4)         | Belgium       | Belgium       | 2                   |                     |                     |  |  |       |       |       |
|  | június 15. – Mexikóváros              |               |                          |                          |                                       | NSZK                                  | NSZK                                  | 0 (4)         | Belgium       | Belgium       | 2                   |                     |                     |  |  |       |       |       |
|  |                                       |               | Mexikó                   | Mexikó                   | 0 (1)                                 |                                       |                                       | Franciaország | Franciaország | 4             |                     |                     |                     |  |  |       |       |       |
|  | B1                                    | Mexikó        | Mexikó                   | Mexikó                   | 0 (1)                                 | 2                                     |                                       | Franciaország | Franciaország | 4             |                     |                     |                     |  |  |       |       |       |
|  | B1                                    | Mexikó        |                          |                          |                                       |                                       |                                       |               |               |               |                     |                     |                     |  |  |       |       |       |
|  | ACD3                                  | Bulgária      | 0                        |                          |                                       |                                       |                                       |               |               |               |                     |                     |                     |  |  |       |       |       |
|  | ACD3                                  | Bulgária      | 0                        |                          |                                       |                                       |                                       |               |               |               |                     |                     |                     |  |  |       |       |       |

### Nyolcaddöntők
| 1986. június 15. 12:00 (20:00) |

| Mexikó                 | 2–0                         | Bulgária |
| ---------------------- | --------------------------- | -------- |
| Negrete 34' Servín 61' | (1–0) Jegyzőkönyv Részletek |          |

| Estadio Azteca, Mexikóváros Nézőszám: 114 580 Játékvezető: Romualdo Arppi Filho (brazil) |

| 1986. június 15. 16:00 (0:00) |

| Szovjetunió                      | 3–4 (h. u.)                           | Belgium                                         |
| -------------------------------- | ------------------------------------- | ----------------------------------------------- |
| Bjelanov 27' 70' 111' (11-esből) | (1–0, 2–2, 2–3) Jegyzőkönyv Részletek | Scifo 56' Ceulemans 77' Demol 102' Claesen 110' |

| Estadio León, León Nézőszám: 32 277 Játékvezető: Erik Fredriksson (svéd) |

| 1986. június 16. 12:00 (20:00) |

| Brazília                                                             | 4–0                         | Lengyelország |
| -------------------------------------------------------------------- | --------------------------- | ------------- |
| Sócrates 30' (11-esből) Josimar 55' Edinho 79' Careca 83' (11-esből) | (1–0) Jegyzőkönyv Részletek |               |

| Estadio Jalisco, Guadalajara Nézőszám: 45 000 Játékvezető: Volker Roth (nyugatnémet) |

| 1986. június 16. 16:00 (0:00) |

| Argentína    | 1–0                         | Uruguay |
| ------------ | --------------------------- | ------- |
| Pasculli 42' | (1–0) Jegyzőkönyv Részletek |         |

| Estadio Cuauhtémoc, Puebla Nézőszám: 26 000 Játékvezető: Luigi Agnolin (olasz) |

| 1986. június 17. 12:00 (20:00) |

| Olaszország | 0–2                         | Franciaország           |
| ----------- | --------------------------- | ----------------------- |
|             | (0–1) Jegyzőkönyv Részletek | Platini 15' Stopyra 57' |

| Estadio Olímpico Universitario, Mexikóváros Nézőszám: 70 000 Játékvezető: Carlos Espósito (argentin) |

| 1986. június 17. 16:00 (0:00) |

| Marokkó | 0–1                         | NSZK         |
| ------- | --------------------------- | ------------ |
|         | (0–0) Jegyzőkönyv Részletek | Matthäus 87' |

| Estadio Universitario, San Nicolás de los Garza Nézőszám: 19 800 Játékvezető: Zoran Petrović (jugoszláv) |

| 1986. június 18. 12:00 (20:00) |

| Anglia                        | 3–0                         | Paraguay |
| ----------------------------- | --------------------------- | -------- |
| Lineker 31' 73' Beardsley 56' | (1–0) Jegyzőkönyv Részletek |          |

| Estadio Azteca, Mexikóváros Nézőszám: 98 728 Játékvezető: Dzsamál as-Saríf (szíriai) |

| 1986. június 18. 16:00 (0:00) |

| Dánia                   | 1–5                         | Spanyolország                                                   |
| ----------------------- | --------------------------- | --------------------------------------------------------------- |
| J. Olsen 33' (11-esből) | (1–1) Jegyzőkönyv Részletek | Butragueño 43' 56' 80' 88' (11-esből) Goikoetxea 68' (11-esből) |

| Estadio La Corregidora, Querétaro Nézőszám: 38 500 Játékvezető: Jan Keizer (holland) |

### Negyeddöntők
| 1986. június 21. 12:00 (20:00) |

| Brazília                                | 1–1 (h. u.)                           | Franciaország                            |
| --------------------------------------- | ------------------------------------- | ---------------------------------------- |
| Careca 17'                              | (1–1, 1–1, 1–1) Jegyzőkönyv Részletek | Platini 40'                              |
| Büntetőpárbaj                           |                                       |                                          |
| Sócrates Alemão Zico Branco Júlio César | 3–4                                   | Stopyra Amoros Bellone Platini Fernández |

| Estadio Jalisco, Guadalajara Nézőszám: 65 000 Játékvezető: Ioan Igna (román) |

| 1986. június 21. 16:00 (0:00) |

| NSZK                              | 0–0 (h. u.)           | Mexikó                  |
| --------------------------------- | --------------------- | ----------------------- |
|                                   | Jegyzőkönyv Részletek |                         |
| Büntetőpárbaj                     |                       |                         |
| Allofs Brehme Matthäus Littbarski | 4–1                   | Negrete Quirarte Servín |

| Estadio Universitario, San Nicolás de los Garza Nézőszám: 41 700 Játékvezető: Jesús Díaz (kolumbiai) |

| 1986. június 22. 12:00 (20:00) |

| Argentína        | 2–1                         | Anglia      |
| ---------------- | --------------------------- | ----------- |
| Maradona 51' 55' | (0–0) Jegyzőkönyv Részletek | Lineker 81' |

| Estadio Azteca, Mexikóváros Nézőszám: 114 580 Játékvezető: Ali Bin Nasser (tunéziai) |

| 1986. június 22. 16:00 (0:00) |

| Spanyolország                       | 1–1 (h. u.)                           | Belgium                                      |
| ----------------------------------- | ------------------------------------- | -------------------------------------------- |
| Señor 85'                           | (0–1, 1–1, 1–1) Jegyzőkönyv Részletek | Ceulemans 35'                                |
| Büntetőpárbaj                       |                                       |                                              |
| Señor Eloy Chendo Butragueño Víctor | 4–5                                   | Claesen Scifo Broos Vervoort L. Van Der Elst |

| Estadio Cuauhtémoc, Puebla Nézőszám: 45 000 Játékvezető: Siegfried Kirschen (keletnémet) |

### Elődöntők
| 1986. június 25. 12:00 (20:00) |

| Franciaország | 0–2                         | NSZK                 |
| ------------- | --------------------------- | -------------------- |
|               | (0–1) Jegyzőkönyv Részletek | Brehme 9' Völler 89' |

| Estadio Jalisco, Guadalajara Nézőszám: 45 000 Játékvezető: Luigi Agnolin (olasz) |

| 1986. június 25. 16:00 (0:00) |

| Argentína        | 2–0                         | Belgium |
| ---------------- | --------------------------- | ------- |
| Maradona 51' 63' | (0–0) Jegyzőkönyv Részletek |         |

| Estadio Azteca, Mexikóváros Nézőszám: 11 450 Játékvezető: Antonio Márquez Ramírez (mexikói) |

### Bronzmérkőzés
| 1986. június 28. 12:00 (20:00) |

| Belgium                   | 2–4 (h. u.)                           | Franciaország                                              |
| ------------------------- | ------------------------------------- | ---------------------------------------------------------- |
| Ceulemans 11' Claesen 73' | (1–2, 2–2, 2–3) Jegyzőkönyv Részletek | Ferreri 27' Papin 43' Genghini 104' Amoros 111' (11-esből) |

| Estadio Cuauhtémoc, Puebla Nézőszám: 21 000 Játékvezető: George Courtney (angol) |

### Döntő
| 1986. június 29. 12:00 (20:00) |

| Argentína                            | 3–2               | NSZK                      |
| ------------------------------------ | ----------------- | ------------------------- |
| Brown 23' Valdano 56' Burruchaga 84' | (1–0) Jegyzőkönyv | Rummenigge 74' Völler 81' |

| Estadio Azteca, Mexikóváros Nézőszám: 114 600 Játékvezető: Romualdo Arppi Filho (brazil) |

| Az 1986-os labdarúgó-világbajnokság győztese |
| -------------------------------------------- |
| · Argentína · 2. cím                         |

## Díjak
| Aranylabda     | Aranycipő    | Legjobb fiatal játékos | FIFA Fair Play-díj |
| -------------- | ------------ | ---------------------- | ------------------ |
| Diego Maradona | Gary Lineker | Enzo Scifo             | Brazília           |

- A Legjobb fiatal játékos díját először 2006-ban adták át, a FIFA 1958-ig visszamenőleg megnevezte a díjazottat.

## Gólszerzők
6 gólos
- Gary Lineker

5 gólos
- Diego Maradona
- Careca
- Emilio Butragueño

4 gólos
- Jorge Valdano
- Preben Elkjær Larsen
- Alessandro Altobelli
- Ihor Bjelanov

3 gólos
- Jan Ceulemans
- Nico Claesen
- Jesper Olsen
- Rudi Völler

2 gólos
- Jorge Burruchaga
- Enzo Scifo
- Josimar
- Sócrates
- Jean-Pierre Papin
- Michel Platini
- Yannick Stopyra
- Fernando Quirarte
- Abderrazák Hírí
- Roberto Cabañas
- Julio César Romero
- Ramon Maria Calderé
- Klaus Allofs

1 gólos
- Dzsamál Zídán
- José Luis Brown
- Pedro Pasculli
- Oscar Ruggeri
- Stéphane Demol
- Erwin Vandenbergh
- Franky Vercauteren
- Daniel Veyt
- Edinho
- Plamen Getov
- Naszko Szirakov
- John Eriksen
- Michael Laudrup
- Søren Lerby
- Peter Beardsley
- Manuel Amoros
- Luis Fernández
- Jean-Marc Ferreri
- Bernard Genghini
- Dominique Rocheteau
- Jean Tigana
- Détári Lajos
- Esterházy Márton
- Áhmed Rádi
- Luis Flores
- Manuel Negrete
- Hugo Sánchez
- Raúl Servín
- Abdelkrim Merry
- Colin Clarke
- Norman Whiteside
- Włodzimierz Smolarek
- Carlos Manuel
- Diamantino
- Gordon Strachan
- Cshö Szunho
- Ho Csongmo
- Kim Dzsongbu
- Pak Cshangszon
- Szjarhej Alejnyikav
- Oleh Blohin
- Rácz László
- Szergej Rogyionov
- Pavlo Jakovenko
- Ivan Jaremcsuk
- Olekszandr Zavarov
- Eloy
- Andoni Goikoetxea
- Julio Salinas
- Juan Antonio Señor
- Antonio Alzamendi
- Enzo Francescoli
- Andreas Brehme
- Lothar Matthäus
- Karl-Heinz Rummenigge

Öngólos
- Dajka László (Szovjetunió ellen)
- Csho Kvangre (Olaszország ellen)

## Végeredmény
Az első négy helyezett utáni sorrend nem tekinthető hivatalosnak, mivel ezekért a helyekért nem játszottak mérkőzéseket. Ezért e helyezések meghatározása a következők szerint történt:
1. több szerzett pont (a 11-esekkel eldöntött találkozók a hosszabbítást követő eredménnyel, döntetlenként vannak feltüntetve),

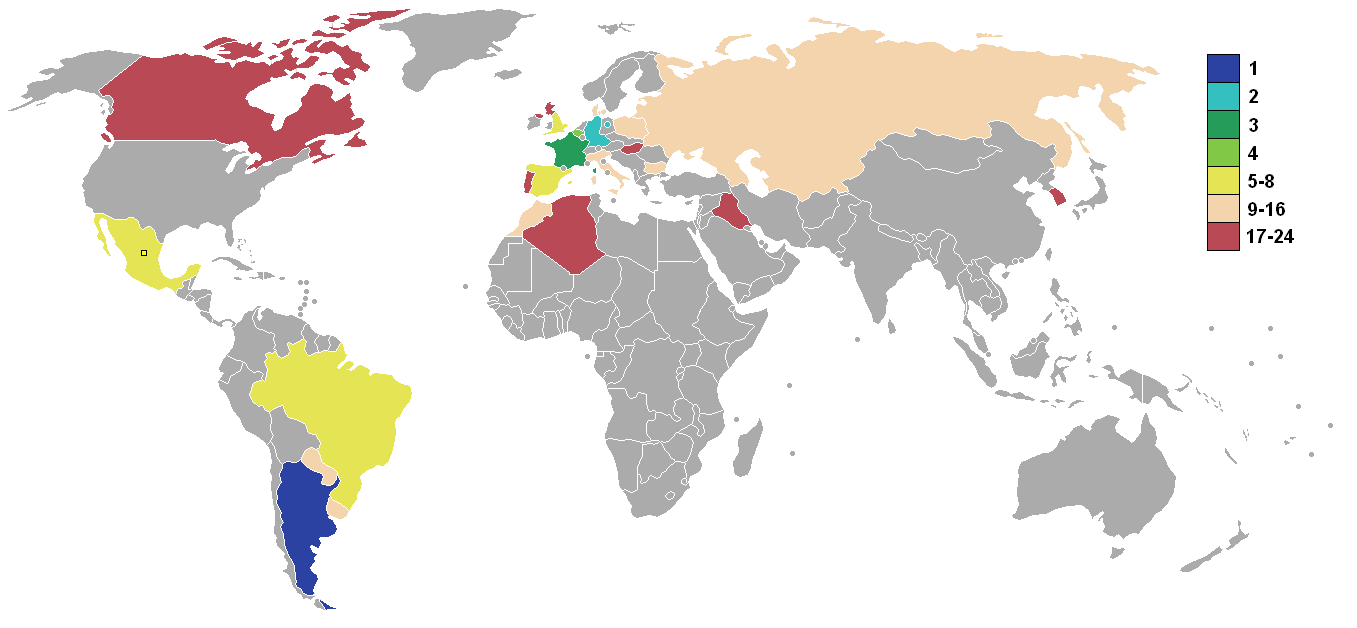
Az 1986-os labdarúgó-világbajnokságon részt vevő országok helyezései

2. jobb gólkülönbség,
3. több szerzett gól,
4. nemzetnév.

| Hely. | Csapat         | M | Gy | D | V | G+ | G– | Gk | P  |
| ----- | -------------- | - | -- | - | - | -- | -- | -- | -- |
|       | Argentína      | 7 | 6  | 1 | 0 | 14 | 5  | +9 | 13 |
|       | NSZK           | 7 | 3  | 2 | 2 | 8  | 7  | +1 | 8  |
|       | Franciaország  | 7 | 4  | 2 | 1 | 12 | 6  | +6 | 10 |
| 4.    | Belgium        | 7 | 2  | 2 | 3 | 12 | 15 | −3 | 6  |
|       |                |   |    |   |   |    |    |    |    |
| 5.    | Brazília       | 5 | 4  | 1 | 0 | 10 | 1  | +9 | 9  |
| 6.    | Mexikó (R)     | 5 | 3  | 2 | 0 | 6  | 2  | +4 | 8  |
| 7.    | Spanyolország  | 5 | 3  | 1 | 1 | 11 | 4  | +7 | 7  |
| 8.    | Anglia         | 5 | 2  | 1 | 2 | 7  | 3  | +4 | 5  |
|       |                |   |    |   |   |    |    |    |    |
| 9.    | Dánia          | 4 | 3  | 0 | 1 | 10 | 6  | +4 | 6  |
| 10.   | Szovjetunió    | 4 | 2  | 1 | 1 | 12 | 5  | +7 | 5  |
| 11.   | Marokkó        | 4 | 1  | 2 | 1 | 3  | 2  | +1 | 4  |
| 12.   | Olaszország    | 4 | 1  | 2 | 1 | 5  | 6  | −1 | 4  |
| 13.   | Paraguay       | 4 | 1  | 2 | 1 | 4  | 6  | −2 | 4  |
| 14.   | Lengyelország  | 4 | 1  | 1 | 2 | 1  | 7  | −6 | 3  |
| 15.   | Bulgária       | 4 | 0  | 2 | 2 | 2  | 6  | −4 | 2  |
| 16.   | Uruguay        | 4 | 0  | 2 | 2 | 2  | 8  | −6 | 2  |
|       |                |   |    |   |   |    |    |    |    |
| 17.   | Portugália     | 3 | 1  | 0 | 2 | 2  | 4  | −2 | 2  |
| 18.   | Magyarország   | 3 | 1  | 0 | 2 | 2  | 9  | −7 | 2  |
| 19.   | Skócia         | 3 | 0  | 1 | 2 | 1  | 3  | −2 | 1  |
| 20.   | Dél-Korea      | 3 | 0  | 1 | 2 | 4  | 7  | −3 | 1  |
| 21.   | Észak-Írország | 3 | 0  | 1 | 2 | 2  | 6  | −4 | 1  |
| 22.   | Algéria        | 3 | 0  | 1 | 2 | 1  | 5  | −4 | 1  |
| 23.   | Irak           | 3 | 0  | 0 | 3 | 1  | 4  | −3 | 0  |
| 24.   | Kanada         | 3 | 0  | 0 | 3 | 0  | 5  | −5 | 0  |